# (8769) Arctictern
(8769) Arctictern (2181 T-2) – planetoida z pasa głównego asteroid okrążająca Słońce w ciągu 4,4 lat w średniej odległości 2,68 au. Odkryta 29 września 1973 roku.